# Чопра, Памела
Памела Чопра (хинди पामेला चोप्रा; 19 февраля 1948, Лахор — 20 апреля 2023, Мумбаи) — индийская закадровая исполнительница, сценарист, художник по костюмам и кинопродюсер. Супруга режиссёра Яша Чопры, мать Адитьи и Удая Чопры. 

## Биография
Родилась 19 февраля 1948 года в Лахоре в семье морского офицера Мохиндера Сингха. Актриса Сими Гаревал приходилась ей двоюродной сестрой.
Памела выросла в Бомбее, где получила школьное и высшее образование. С раннего возраста обучалась классической музыке и танцу бхаратнатьям.
Со своим будущим мужем Яшем Чопра она впервые встретилась на турнире по крикету в Дели, куда пришла за компанию со своими братьями. Вторая встреча произошла на вечеринке в доме её кузины Сими в Мумбаи. Брак между ними был организован подругой обеих семей, матерью актёра Ромеша Шармы. Пара поженилась в 1970 году и стала родителями двоих детей: Адитьи в 1971 году и Удая в 1973 году.
Памела записывала песни для большинства фильмов мужа. Например, её вокал можно услышать в «Surkh Jode Ki Jagmagahat» из фильма «Любовь — это жизнь» (1976), «Khude Se Jo Vada Kiya Tha» из «Любовная связь» (1981), «Main Sasural Nahi Jaungi» из «Чандни» (1989) и «Ghar Aaja Pardesi» из «Непохищенная невеста» (1995). В «Любовь — это жизнь» она также участвовала в написании сценария. Другим фильмом, где она указана как сценарист, является «Сумасшедшее сердце» 1997 года.
После смерти Яша Чопры в 2012 году Памела заняла пост председателя Yash Raj Films. В 2023 году она приняла участие в съёмках документального фильма о муже — The Romantics.
Памела скончалась 20 апреля 2023 года.